# Chalepides dytiscoides
Chalepides dytiscoides är en skalbaggsart som beskrevs av Gilbert John Arrow 1911. Chalepides dytiscoides ingår i släktet Chalepides och familjen Dynastidae. Inga underarter finns listade i Catalogue of Life.